# Oodweyne
Oodweyne (ook: Odweina, Odweine, Owdweine, Ōdwēyne, Owdweyne, Oodweeyne, ) is de hoofdplaats van het gelijknamige District Oodweyne, regio Togdheer, in de niet-erkende staat Somaliland (en dus juridisch nog steeds gelegen in Somalië).

Oodweyne ligt aan de Guleed Haji Highway, ca. 2 km ten zuiden van de samenvloeiing van de Wadi Dheen en de Wadi Agaranti en hemelsbreed ca. 111 km ten oosten van de Somalilandse hoofdstad Hargeisa. Aan de noordrand van het stadje staan drie grote zendmasten.  
Alle wegen in het stadje zijn onverhard. Op 2 januari 2014 ontstonden ongeregeldheden in Oodweyne toen lokale bestuurders weigerden om fondsen die waren opgehaald voor de aanleg van een weg over te dragen aan een afvaardiging van de Somalilandse regering. Daarbij werd geschoten; er vielen 5 lichtgewonden.